# Erik Persson
Erik Persson (1909. november 19. – 1989. február 1.) svéd válogatott labdarúgó, edző, bandy-játékos és jégkorongozó. Testvére, Harry Persson ökölvívó.
A svéd válogatott tagjaként részt vett az 1938-as és az 1936. évi nyári olimpiai játékokon.

## Sikerei, díjai

### Klub
- AIK Fotboll
  - Svéd első osztály bajnoka: 1931-32, 1936-37

### Egyéni
- Guldbollen: 1939